# Sé quién eres
Sé quién eres es una serie creada por el director Pau Freixas y producida por Mediaset España para la cadena española Telecinco. Fue estrenada el 16 de enero de 2017 y está protagonizada por Francesc Garrido, Blanca Portillo, Aida Folch, Carles Francino, Antonio Dechent y Nancho Novo entre otros. Fue galardonada como mejor serie española en los Premios Ondas 2017.

## Argumento
La trama se centra en el personaje de Juan Elías, abogado de prestigio, que tras lo que parece haber sido un accidente, ha perdido totalmente la memoria. Con la ayuda de su esposa, la jueza Alicia Castro, intenta recomponer los hechos acaecidos, al haberse encontrado el coche accidentado. La historia adquiere un tinte más sombrío al encontrarse en el vehículo sangre de Ana Saura, la sobrina del matrimonio desaparecida desde hace días. El padre de ésta, Ramón, rector de universidad, tratará de demostrar que Elías ha acabado con la vida de la joven.

## Antecedentes
A mediados de mayo de 2015, mediante una nota que Mediaset España mandó a la prensa, se dio a conocer que el actor Lluís Homar protagonizaría la serie encarnando al personaje de Juan Elías.
Pocas semanas después, se anunció que finalmente, tras la renovación de la serie Bajo sospecha por una segunda temporada en la que participaba Homar, el actor decidió seguir ligado a ella, ya que su compromiso era anterior a este proyecto creado por Pau Freixas.
Pau Freixas, el creador de la serie, anunció el 19 de mayo de 2015 en la presentación de la serie que Sé quién eres se desarrollaría en dos temporadas, con 10 capítulos cada una.
Finalmente, tras una reunión de Telecinco con el creador de la serie, decidieron hacer un total de 16 capítulos con final cerrado, pensando que sería mejor para el producto.
Para sorpresa de muchos, no será Telecinco la encargada de recuperarla si no que la continuación de la historia de Juan Elías (Francesc Garrido) llegará a todas las librerías en forma de novela. "La última palabra de Juan Elías" es el título del libro escrito por Claudio Cerdán.
El 24 de mayo es la fecha prevista para el lanzamiento de esta novela en la que descubriremos qué pasó tras el desenlace.

## Continuación literaria
Tras el final de la serie, se anunció que se publicaría una continuación literaria de Sé quién eres, escrita por el creador de la serie Pau Freixas y el escritor Claudio Cerdán. La novela, titulada La última palabra de Juan Elías, narra lo que ocurrió dos años después de los hechos que se plasman en la serie de Telecinco.

## Reparto
- Francesc Garrido - Juan Elías Giner
- Blanca Portillo - Alicia Castro
- Aida Folch - Eva Durán
- Carles Francino - David Vila
- Antonio Dechent - Ricardo Heredia
- Nancho Novo - Ramón Saura
- Eva Santolaria - Marta Hess
- Mar Sodupe - Silvia Castro
- Susana Abaitua - Ana Saura
- Martiño Rivas - Marc Castro
- Àlex Monner - Pol Elías Castro
- Nausicaa Bonnín - Carla Mur "Charry"
- Marcel Borràs - Santiago "Santi" Mur
- Noa Fontanals - Julieta Elías Castro
- Pepón Nieto como Alberto Giralt

## Episodios y audiencias
| Temporada | Temporada | Episodios | Estreno             | Final             | Audiencia media | Audiencia media | Audiencia media |
| Temporada | Temporada | Episodios | Estreno             | Final             | Espectadores    | Cuota           |                 |
| --------- | --------- | --------- | ------------------- | ----------------- | --------------- | --------------- | --------------- |
|           | 1         | 16        | 16 de enero de 2017 | 1 de mayo de 2017 | 2 405 000       | 15,2%           |                 |
| Total     | Total     | 16        | 2017                | 2017              | 2 405 000       | 15,2%           |                 |

### Primera temporada (2017)
| N.º (serie) | Título                         | Director       | Guionistas                                                                           | Fecha de emisión      | Audiencia         |
| ----------- | ------------------------------ | -------------- | ------------------------------------------------------------------------------------ | --------------------- | ----------------- |
| 1           | «Kilómetro cero»               | Pau Freixas    | Pau Freixas, Iván Mercadé, Silvia González Laá y Pol Cortecans                       | 16 de enero de 2017   | 3 176 000 (18,9%) |
| 2           | «Memoria selectiva»            | Pau Freixas    | Pau Freixas, Iván Mercadé, Silvia González Laá y Pol Cortecans                       | 23 de enero de 2017   | 2 777 000 (15,9%) |
| 3           | «Matar al padre»               | Pau Freixas    | Pau Freixas, Iván Mercadé y Pol Cortecans                                            | 30 de enero de 2017   | 2 533 000 (15,9%) |
| 4           | «La ley de la permanencia»     | Pau Freixas    | Pau Freixas, Iván Mercadé y Pol Cortecans                                            | 6 de febrero de 2017  | 2 753 000 (17,0%) |
| 5           | «La habitación 218»            | Silvia Quer    | Pau Freixas, Iván Mercadé, Pol Cortecans y Eduard Sola                               | 13 de febrero de 2017 | 2 483 000 (15,1%) |
| 6           | «Secretos del pasado»          | Silvia Quer    | Pau Freixas, Iván Mercadé, Pol Cortecans y Eduard Sola                               | 20 de febrero de 2017 | 2 350 000 (15,3%) |
| 7           | «Punto de no retorno»          | Jorge Coira    | Pau Freixas, Iván Mercadé, Pol Cortecans y Eduard Sola                               | 27 de febrero de 2017 | 2 089 000 (13,1%) |
| 8           | «La pista falsa»               | Jorge Coira    | Pau Freixas, Iván Mercadé, Pol Cortecans, Eduard Sola y Daniel González              | 6 de marzo de 2017    | 2 428 000 (15,2%) |
| 9           | «Mil veces mejor que tú»       | Joaquín Llamas | Pau Freixas, Iván Mercadé, Pol Cortecans, Eduard Sola y Daniel González              | 13 de marzo de 2017   | 2 496 000 (15,5%) |
| 10          | «Necesito ayuda»               | Joaquín Llamas | Pau Freixas, Iván Mercadé, Pol Cortecans, Eduard Sola y Daniel González              | 20 de marzo de 2017   | 2 258 000 (15,8%) |
| 11          | «La vida en un suspiro»        | Pau Freixas    | Pau Freixas, Iván Mercadé, Pol Cortecans, Eduard Sola y Daniel González              | 27 de marzo de 2017   | 2 283 000 (13,6%) |
| 12          | «Duda razonable»               | Joaquín Llamas | Pau Freixas, Iván Mercadé, Pol Cortecans, Eduard Sola y Daniel González              | 3 de abril de 2017    | 2 233 000 (14,2%) |
| 13          | «El precio del silencio»       | Pau Freixas    | Pau Freixas, Iván Mercadé, Pol Cortecans, Eduard Sola y Daniel González              | 10 de abril de 2017   | 2 092 000 (14,0%) |
| 14          | «Julieta»                      | Joaquín Llamas | Pau Freixas, Iván Mercadé, Pol Cortecans, Eduard Sola, Daniel González y César Vidal | 17 de abril de 2017   | 2 106 000 (14,1%) |
| 15          | «La esposa abandonada»         | Joaquín Llamas | Pau Freixas, Iván Mercadé, Pol Cortecans, Eduard Sola, Daniel González y César Vidal | 24 de abril de 2017   | 2 307 000 (15,4%) |
| 16          | «El factor de la culpabilidad» | Pau Freixas    | Pau Freixas, Iván Mercadé, Pol Cortecans, Eduard Sola y Daniel González              | 1 de mayo de 2017     | 2 118 000 (14,5%) |

### Sé quién eres: Las claves
| Programas emitidos | Programas emitidos | Programas emitidos | Programas emitidos | Programas emitidos |
| N.º                | Fecha de emisión   | Espectadores       | Cuota de pantalla  |                    |
| ------------------ | ------------------ | ------------------ | ------------------ | ------------------ |
| 1                  | 23/01/2017         | 1 486 000          | 12,5%              |                    |
| 2                  | 30/01/2017         | 1 115 000          | 11,4%              |                    |
| 3                  | 27/02/2017         | 1 210 000          | 11,4%              |                    |
| 4                  | 27/03/2017         | 1 033 000          | 5,3%               |                    |

## Emisión internacional
A finales de enero de 2017 se confirmó que la BBC había adquirido los derechos de la serie para su emisión en Reino Unido bajo el título I know who you are. En Polonia, Ale Kino+, emisora afiliada a Canal+, emite la ficción desde el 9 de abril de 2017 bajo el título Wiem, kim jesteś.

## Premios y nominaciones
Premios Feroz
| Año  | Categoría                              | Nominados             | Resultado |
| ---- | -------------------------------------- | --------------------- | --------- |
| 2017 | Mejor serie dramática                  | Mejor serie dramática | Nominada  |
| 2017 | Mejor actor protagonista de una serie  | Francesc Garrido      | Nominado  |
| 2017 | Mejor actriz protagonista de una serie | Blanca Portillo       | Nominada  |
| 2017 | Mejor actor de reparto de una serie    | Àlex Monner           | Nominado  |
| 2017 | Mejor actriz de reparto de una serie   | Susana Abaitua        | Nominada  |